# Coppa Italia 1995-1996 (calcio a 5)
La Coppa Italia 1995-1996 è stata la 11ª edizione della manifestazione. Nella doppia finale si sono affrontate BNL Roma e Torino, qualificatesi dopo aver superato rispettivamente Torrino e Roma Calcetto.

## Primo turno
Gli incontri di andata si sono disputati il 9 settembre 1995, quelli di ritorno il 16 settembre a campi invertiti.
| Squadra 1           | Totale | Squadra 2           | Andata | Ritorno |
| ------------------- | ------ | ------------------- | ------ | ------- |
| Cesana              | 4 - 6  | Aosta               | 2 - 3  | 2 - 3   |
| Futsal Aosta        | 4 - 6  | Aymavilles          | 2 - 4  | 2 - 2   |
| Promessa Mascalucia | 7 - 5  | Atletico Augusta    | 4 - 1  | 3 - 4   |
| GC Taormina         | -      | Halley Club Messina | 5 - 1  | -       |

## Secondo turno
Gli incontri di andata si sono disputati il 30 settembre 1995, quelli di ritorno il ? ottobre a campi invertiti.
| Squadra 1     | Totale | Squadra 2                 | Andata | Ritorno |
| ------------- | ------ | ------------------------- | ------ | ------- |
| Pianeta Verde | -      | Promessa Mascalucia       | -      | -       |
| GC Taormina   | -      | non conosciuta (bandiera) | -      | -       |

## Semifinali

### Andata
| Roma ? 1996 | BNL Roma | 3 – 3 | Torrino |  |

| Torino ? 1996 | ITCA Torino | 4 – 5 | Roma |  |

### Ritorno
| Roma ? 1996 | Torrino | 1 – 2 | BNL Roma |  |

| Roma ? 1996 | Roma | 1 – 4 | Torrino |  |

## Finale

### Andata
| Torino ? 1996 | ITCA Torino | 5 – 4 | BNL Roma |  |

### Ritorno
| Roma ? 1996 | BNL Roma | 1 – 2 | ITCA Torino |  |